# Masters (nuoto)
Masters è un termine utilizzato negli sport acquatici per definire una particolare categoria di atleti con un'età pari o superiore ai 25 anni (ad eccezione di Canada e Stati Uniti in cui il limite è di 18 anni, e dell'Australia in cui il limite è di 20).
I masters sono suddivisi in diverse sottocategorie, ciascuna delle quali racchiude gli atleti nati nell'arco di 5 anni: ad esempio le prime tre categorie includono gli atleti dai 25 ai 29 anni, dai 30 ai 34, dai 35 ai 39 e così via, fino ad arrivare all'ultima categoria che comprende tutti gli over100.
I masters sono una categoria internazionalmente riconosciuta in ambito natatorio, tanto che la stessa FINA (la federazione internazionale di nuoto) organizza dei campionati del mondo a loro dedicati e prevede un regolamento apposito. Esistono anche campionati Europei che si svolgono ogni 2 anni e campionati italiani che si svolgono ogni anno.
Le regole e le distanze delle vasche sono le stesse rispetto a quelle dei nuotatori agonisti non master, con qualche variante per quanto riguarda alcuni aspetti di stile (per esempio, nel dorso o nel delfino sono tollerate per regolamento tecniche di nuotata che sono invece proibite nel nuoto agonistico). Inoltre nelle competizioni masters uomini e donne possono gareggiare insieme nelle stesse serie, senza distinzione.
Una differenza è costituita dalla staffetta, esistendo una prova mista (2 uomini e 2 donne, presente da qualche anno anche nel nuoto) oltre a quelle esclusivamente maschile e femminile. L'età dei partecipanti a tutti e tre i tipi di staffetta non viene considerata individualmente per stabilire la categoria di appartenenza, bensì si sommano le età dei 4 componenti, fermo restando l'obbligo dell'età minima di 25 anni. Le prime tre categorie per la staffetta sono così suddivise: dai 100 ai 119, dai 120 ai 159, dai 160 ai 199 e così via con una differenza di 40 anni (esclusa la prima, in cui il divario è di soli 20 anni).
Nelle competizioni master, le classifiche vengono stilate in modo avulso, separando gli atleti in base alla loro classe d'età.